# Lotnisko Szczecin-Gumieńce
Lotnisko Szczecin-Gumieńce – lotnisko funkcjonujące w latach 1924–1926 w Szczecinie na osiedlu Gumieńce.
W związku z rozwojem ruchu lotniczego, we wrześniu 1924 roku, obok koszar ówczesnej Reichswehry (dziś okolice ulicy Cukrowej) otworzono lotnisko do przewozu poczty. Lotnisko było przystosowane do obsługi nocnego ruch lotniczego (wzdłuż pasa startowego, co 30 m, ustawiono latarnie sztormowe zasilane naftą). W późniejszym okresie lotnisko służyło także do przewozu towarów, zdarzały się także awaryjne lądowania samolotów pasażerskich. Na początku 1926 roku lotnisko zostało zamknięte.
W miejscu lotniska powstała hurtownia kamieni.